# Stentjärnarna (Landvetters socken, Västergötland)
Stentjärnarna är en sjö i Härryda kommun i Västergötland och ingår i Göta älvs huvudavrinningsområde.

## Bilder

Stentjärnarna
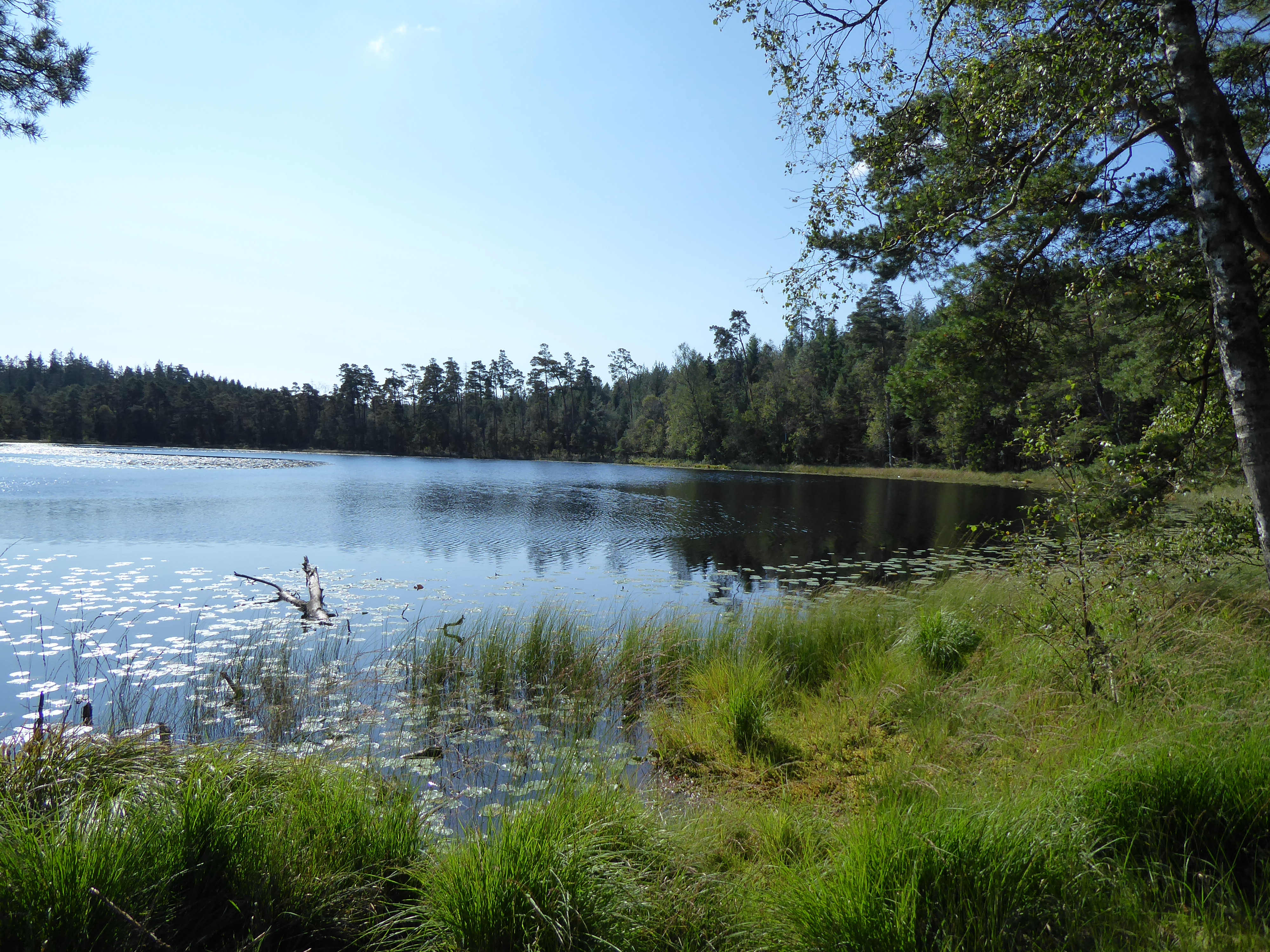
Den västra av Stentjärnarna från norr den 30 augusti 2021.
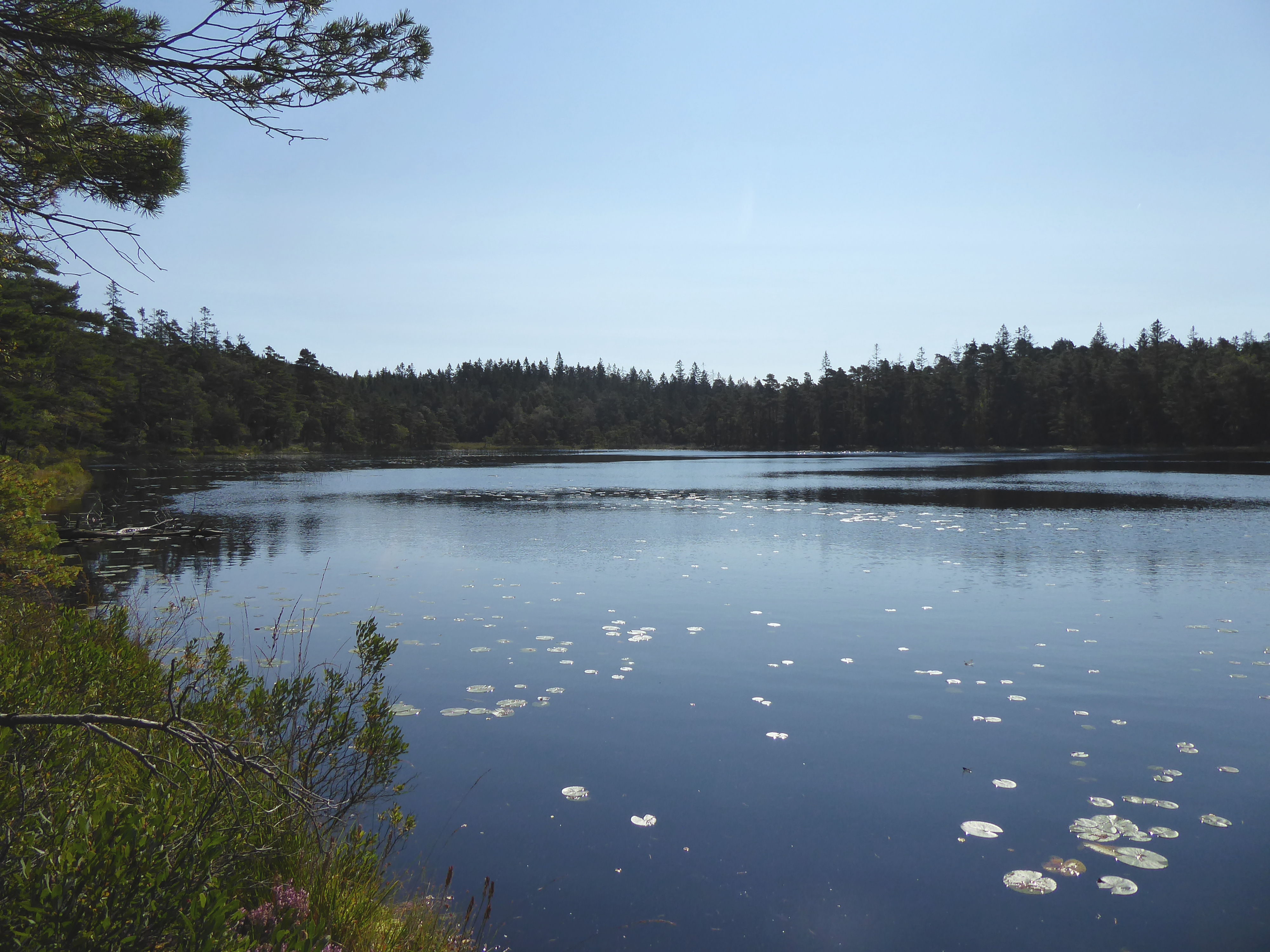
Den östra av Stentjärnarna från norr den 30 augusti 2021.
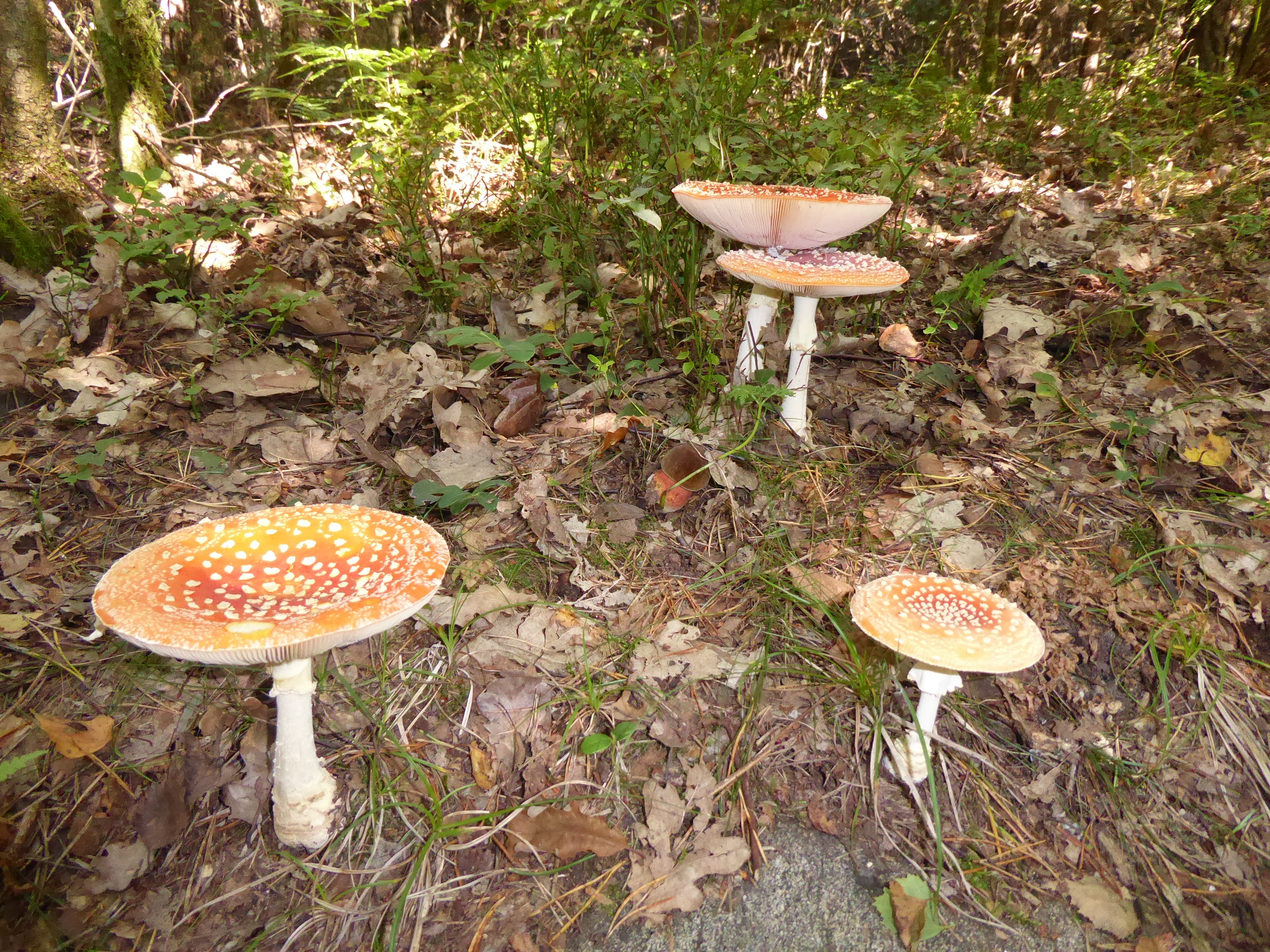
Röd flugsvamp vid leden som går förbi Stentjärnarna den 30 augusti 2021.
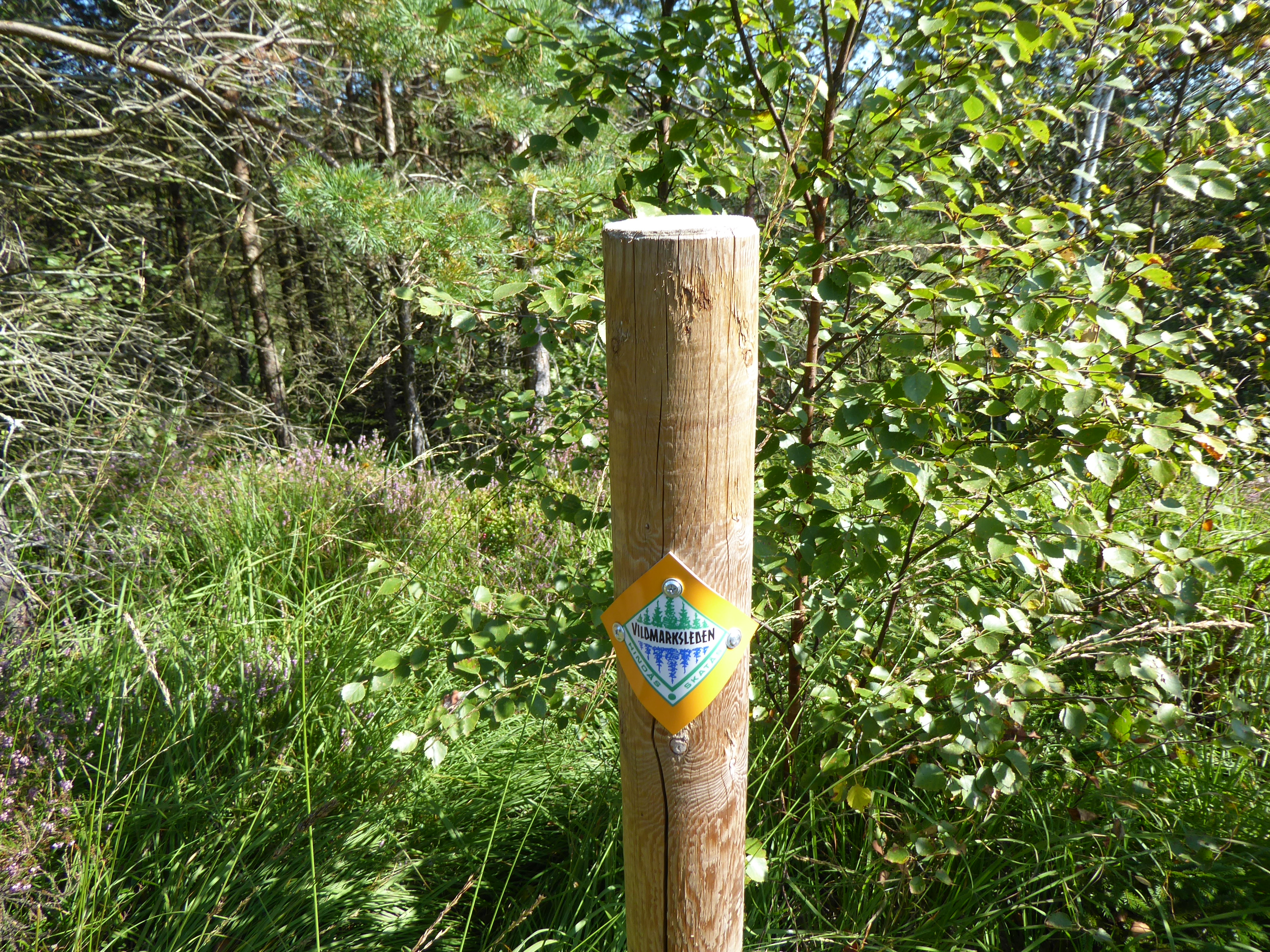
Vildmarksleden går förbi Stentjärnarna. Foto från den 30 augusti 2021.